# Institut pour la Conservation de la Nature et des Forêts
L’Institut pour la Conservation de la Nature et des Forêts (ICNF) est l'organisme gouvernemental du Portugal responsable de l'environnement et des forêts. C'est aussi cet institut qui gère les aires protégées au Portugal.

## Histoire
Cet organisme fut créé en 2007.

## Organisation
L'Institut pour la conservation de la nature et la foresterie est un institut public, indirectement administré par l'État portugais, doté d'une autonomie administrative et financière et de ses propres moyens. La mission de l'ICNF est de proposer, surveiller et assurer la mise en œuvre de politiques dans les domaines de la conservation de la nature et de la foresterie, afin de promouvoir la conservation, l'utilisation durable, l'appréciation et la jouissance du patrimoine naturel.  En outre, il promeut le développement durable des forêts et des membres des ressources, pour permettre une compétitivité accrue tout au long de la chaîne de la sylviculture, mais aussi pour défendre les ressources de chasse et l'aquaculture le long des voies navigables intérieures.
Son siège social se situe à Lisbonne.